# 陳學章
陳學章（?—?），字茂文，别號太涵，浙江台州府臨海縣民籍。

## 生平
萬曆三十一年（1603年）癸卯科浙江鄉試舉人，萬曆四十四年（1616年）丙辰科進士，官雲南弥勒州知州。

## 引用
1. ↑  《萬曆四十四年丙辰科進士序齒録》